# 중앙대학교 사범대학 부속초등학교
중앙대학교 사범대학 부속초등학교(中央大學校師範大學附屬初等學校)는 대한민국 서울특별시 동작구에 있는 사립 초등학교이다. 약칭 중대부초로 불린다. 서울중대초등학교와는 아무런 관련이 없다. 

## 연혁
- 1965년 3월 1일: 개교
- 2025년 3월 1일: 개교 60주년

## 참고 자료
- 중앙대학교 사범대학 부속초등학교 - 한국교육학술정보원 학교알리미